# Comtat del Rosselló
El comtat de Rosselló fou un dels comtats catalans que es constituí durant l'alta edat mitjana en el territori de la Gòtia, que alguns cronistes francs del segle ix denominaren marca hispànica. Inicialment fou un territori administrat per un comte designat per l'emperador, però progressivament adquirí caràcter hereditari. Es constituí el 760 com a feu de l'Imperi Carolingi i és el precedent medieval de la comarca del Rosselló.

## Orígens
Els orígens del comtat de Rosselló es troben en l'antic comtat visigòtic, la jurisdicció del qual corresponia, molt probablement, al de l'antiga ciutat iberoromana de Ruscino i amb el bisbat d'Elna. Aquest primitiu comtat, que comprenia el Rosselló, el Conflent i el Vallespir, el creà el rei visigot Liuva I l'any 571.

## El domini franc
Els àrabs ocuparen el comtat de Rosselló el 721 i en conservaren el domini fins que, el 760, el rei Pipí el Breu l'annexionà al regne franc, després d'haver conquerit Narbona als musulmans el 759. Durant aquests quaranta anys de domini sarraí, el comtat de Rosselló quedà pràcticament despoblat.
Pepí el Breu restablí l'antic comtat visigot, fixant-ne la capital a Ruscino; els comtes hi posseïen un castell, el Castrum o Castellum Rossilio; per això, Ruscino va passar a dir-se Castell Rosselló.
La història del comtat de Rosselló durant els segles VIII i IX no ens resulta gaire coneguda. Entre els anys 812 i 832 fou comte de Rosselló Gaucelm, fill del comte Guillem I de Tolosa i Cunegonde d'Austràsia, i germanastre de Berà I (Bernat I). El 816, Gaucelm esdevingué també comte d'Empúries i, a partir de l'any 829, usà el títol de marquès de Gòtia.
El 832, el comtat de Rosselló va quedar inclòs dins dels dominis del comte Berenguer de Tolosa, a la mort del qual, va passar a Bernat de Septimània. Després que Bernat de Septimània fos executat a Tolosa el 844 per ordre de Carles el Calb, el domini del comtat de Rosselló fou concedit al comte Sunyer I d'Empúries, fill de Bel·ló, comte de Carcassona en temps de Carlemany. Ara bé, el comte Guillem II de Tolosa, fill de Bernat de Septimània, assassinà Sunyer I el 848 hi regí el comtat fins que fou mort el 850. Aleshores, el comtat de Rosselló fou regit per comtes francs: Aleran (850-852), Odalric (852-857), Humsfrid (857-863) i Bernat de Gòtia (863-878). En recompensa a la seva participació en la repressió de la revolta de Bernat de Gòtia, el comte Miró el Vell de Conflent, germà de Guifré I (Guifré el Pilós), fou investit comte de Rosselló pel rei Lluís el Tartamut el 878.

## La fi del poder carolingi
La mort del rei Lluís el Tartamut (879) va marcar l'inici de la descomposició de l'Imperi Carolingi. Durant el darrer quart del segle ix, els reis francs perderen el poder i, a totes les regions del regne, els magnats locals convertiren els seus càrrecs en hereditaris. Així doncs, a tot arreu de l'antic Imperi Carolingi, els comtes deixaren de ser uns funcionaris nomenats i destituïts pel rei per esdevenir petits sobirans hereditaris.
En aquesta situació de crisi terminal de l'Imperi Carolingi, a la mort de Miró el Vell (895), el comtat passà al seu cosí germà Sunyer II d'Empúries, sense que en aquesta qüestió hi intervingués per a res el poder reial franc.

## La unió amb Empúries
Durant gairebé tot el segle x, el comtat de Rosselló va estar unit al comtat d'Empúries; ara bé, segons sembla, a finals del segle ix una part de l'antic comtat de Rosselló (l'alt Rosselló, el Conflent i una gran part del Vallespir) havia passat a domini del comte Miró II de Cerdanya, fill de Guifré el Pilós, per la qual cosa, el comtat de Rosselló s'havia reduït a la plana costanera del Rosselló i del Vallespir. Dins del conjunt format per Empúries i Rosselló, el nucli polític estigué sempre a la banda emporitana; els comtes d'Empúries-Rosselló residiren a la ciutat d'Empúries fins que, a causa de la pressió dels pirates normands i àrabs, el comte Gausfred I establí la residència comtal a Castelló d'Empúries.
Mort Gausfred I (931-991), els seus dos fills, contravenint el testament patern que establia un cogovern indivís sobre tot el domini, es repartiren els comtats: Hug I (991-1040) fou comte d'Empúries, i Guislabert I (991-1014) ho va ser de Rosselló; del cogovern disposat per Gausfred, només en quedaren certes clàusules pactades entre els dos hereus com ara el dret dels dos comtes a assistir a judicis i plàcits celebrats en qualsevol dels dos comtats i repartir-se els drets percebuts de justícia; permetre al comte de Rosselló de fer estança a Empúries, l'antiga capital, cobrant-hi tots els censos i usos de la localitat, o que Hug i Guislabert poguessin posseir dominis al territori de l'altre. El 1014, Hug I d'Empúries, aprofitant la mort de Guislabert i la minoria d'edat del seu fill i successor Gausfred II (1014-1074), va envair el Rosselló; l'empresa, tanmateix, va fracassar pel suport del comte de Besalú Bernat Tallaferro i el seu germà l'abat Oliba, ex-comte de Berga, a Gausfred II, reconegut comte de Rosselló en la pau del 1019, patrocinada per Oliba. I així, esdevingué irreversible la divisió del 991, i mai més no tornà a existir un poder comtal comú a Empúries i Rosselló.

## La independència del comtat
El comte Guislabert de Rosselló va traslladar la residència comtal des de Castellrosselló fins a una vila anomenada Perpinyà, la qual inicià aleshores un ascens continuat que acabà convertint-la en capital del Rosselló, en detriment fins i tot d'Elna, la seu episcopal rossellonesa.
Gausfred II fou succeït pel seu fill Guislabert II (1074-1102), qui arribà a una entesa amb el comte d'Empúries sobre els drets respectius sobre possessions militars i eclesiàstiques. Girard I (1102-1113), fill i successor de Guislabert II, havia marxat a Terra Santa com a croat i participà en les conquestes d'Antioquia (1098) i de Jerusalem (1099). El 1102, tornà a Rosselló per fer-se càrrec del comtat, però el 1109 partí de nou cap a Terra Santa; morí assassinat el 1112 i el comtat passà al seu fill Gausfred III.
A Rosselló, l'època del comte Gausfred III (1113-1164) fou un període turbulent a causa dels atacs dels pirates sarraïns, com també de les males relacions amb el comte Ponç Hug I d'Empúries (1116-1154), a causa de les seves ambicions territorials sobre Rosselló. Per això, en el conflicte emporitano-barceloní de 1128, el comte de Rosselló es posà de part de Ramon Berenguer III; per altra banda, després d'un breu període de treva, el 1147, Gausfred III i Ponç Hug I s'enfrontaren de nou pel domini del castell de Requesens.
La crisi política rossellonesa s'accentuà amb la revolta de Girard contra el seu pare, Gausfred III. Aquest va poder conservar el comtat gràcies a l'ajuda d'Hug III d'Empúries (1154-1175), favorable, a diferència de Ponç Hug I, a l'entesa amb la nissaga de Rosselló. El 1162, però, Gausfred III va reconciliar-se amb el seu fill; Girard obtingué el senyoriu sobre Perpinyà i fou reconegut de nou com a hereu del comtat.

## L'annexió al Principat de Catalunya
Girard II de Rosselló (1164-1172), malalt i sense fills, deixà el comtat en herència a Alfons el Cast, decisió presa, segons manifestà el comte, d'acord amb el consell dels seus súbdits. En els cercles polítics rossellonesos, davant de l'extinció de la nissaga comtal, s'hauria d'haver jutjat més convenient unir-se al domini reial català, que no pas considerar els drets d'Hug III d'Empúries sobre Rosselló, per la descendència de les dinasties comtals emporitana i rossellonesa d'un tronc comú: el dels antics comtes d'Empúries-Rosselló dels segles IX i X, Sunyer II (862-915), Gausbert (915-931) i Gausfred I (931-991), a la mort del qual, els seus fills, Hug I d'Empúries (991-1040) i Guislabert I de Rosselló (991-1014), s'havien repartit el domini reconeixent-se, però, certs drets comuns sobre la totalitat de l'antic patrimoni.
Comptant doncs amb el suport de l'aristocràcia local, el 1173, després de mort Girard II, Alfons el Cast convocà una assemblea de magnats rossellonesos a Perpinyà, on el rei va establir uns estatuts de pau i treva vàlids per a tot el comtat de Rosselló i tota la diòcesi d'Elna.
Segurament com a reacció a l'amenaça que significava la croada anticàtara del Llenguadoc, dirigida per nobles francesos, vers 1209, el rei Pere I el Catòlic concedí en feu al seu oncle Sanç, comte de Cerdanya des del 1181, el comtat de Rosselló, incloent-hi el Conflent i aquells territoris de l'alt Rosselló i del Vallespir que havien format part del comtat de Besalú; per tant, el comtat de Rosselló tornava a coincidir amb la diòcesi d'Elna. Sanç I de Rosselló-Cerdanya, fou succeït pel seu fill Nunó Sanç de Rosselló-Cerdanya, a la mort del qual (1242), els seus comtats revertiren a la Corona.

## Sota el domini del rei de Mallorca
En el seu testament de 1261, Jaume I hi disposà que els comtats de Rosselló i Cerdanya havien de passar a formar part del Regne de Mallorques, que correspondria al seu fill Jaume, quedant separats d'Aragó, Catalunya i València que serien per a Pere II el Gran; a partir d'aleshores, l'infant Jaume administrà com a veguer el seu futur regne. A la mort de Jaume I (1276), aquest testament es dugué a la pràctica, i els comtats de Rosselló i Cerdanya passaren a domini de Jaume II de Mallorca (1276-1311), qui convertí Perpinyà en la segona capital del regne.

## Comtes de Rosselló
Comtes nomenats pels reis francs
- Gaucelm (812 - 832)
- Berenguer de Tolosa (832 - 835)
- Bernat de Septimània (835 - 844)
- Sunyer I d'Empúries (844 - 848)
- Guillem II de Tolosa (848 - 850)
- Aleran (850 - 852)
- Odalric (852 - 857)
- Humsfrid (857 - 863)
- Bernat de Gòtia (863 - 878)
- Miró el Vell (878 - 895)

Comtes d'Empúries i Rosselló
- Sunyer II d'Empúries (895 - 915)
- Benció (915 - 916)
- Gausbert (915 - 931)
- Gausfred I (931 - 991)

Comtes de Rosselló
- Guislabert I (991 - 1014)
- Gausfred II (1014 - 1074)
- Guislabert II (1074 - 1102)
- Girard I (1102 - 1113)
- Gausfred III (1113 - 1164)
- Girard II (1164 - 1172)

Comtes de Rosselló i Cerdanya
- Sanç de Rosselló i Cerdanya (1209 - 1223)
- Nunó Sanç I de Rosselló i Cerdanya (1223 - 1242)

## Vescomtat del Rosselló
Vegeu: Vescomtat del Rosselló i Vescomtat de Tatzó